# Карл Альфред фон Ціттель
Карл Альфред Ріттер фон Ціттель (нім. Karl Alfred Ritter von Zittel; 1839-1904) — німецький палеонтолог.

## Біографія
Народився 1839 року у місті Балінген у Великому герцогстві Баден. Навчався в Гейдельберзі, Парижі та Відні. Деякий час служив в Геологічній службі Австрії, згодом був помічником у мінералогічному музеї у Відні. У 1863 році став вчителем геології та мінералогії в політехніці в Карлсруе, а через три роки працював професором палеонтології в Мюнхенському університеті. Був відповідальним за колекцію скам'янілостей. У 1873—74 роках супроводжував експедицію Фрідріха Рольфа до Лівійської пустелі. У 1880 році призначений професором геології, а згодом і директором, природознавчого музею Мюнхена.